# Mellon Collie and the Infinite Sadness
Az 1995-ös Mellon Collie and the Infinite Sadness a The Smashing Pumpkins harmadik nagylemeze. A 28 dalból álló album 2 CD-s és 3 LP-s változatokban jelent meg. Az albumon a műfajok széles skálája hallható.
Az album az első helyig jutott a Billboard 200-on, ez az együttes egyetlen hasonló szereplése listákon. A lemez mellé hat kislemez jelent meg: Bullet with Butterfly Wings, 1979, Zero, Tonight, Tonight, a promóciós Muzzle és a Thirty-Three. A lemez kilencszeres platina az Egyesült Államokban. A kritikusok dicsérték, 1997-ben hét Grammyre jelölték.
A Rolling Stone magazin „Minden idők 500 legjobb albuma” listáján a 487. lett. Szerepel az 1001 lemez, amit hallanod kell, mielőtt meghalsz című könyvben.

## Az album dalai
| 1.  | Mellon Collie and the Infinite Sadness | Billy Corgan | 2:52 |
| 2.  | Tonight, Tonight                       | Corgan       | 4:14 |
| 3.  | Jellybelly                             | Corgan       | 3:01 |
| 4.  | Zero                                   | Corgan       | 2:41 |
| 5.  | Here is No Why                         | Corgan       | 3:45 |
| 6.  | Bullet with Butterfly Wings            | Corgan       | 4:18 |
| 7.  | To Forgive                             | Corgan       | 4:17 |
| 8.  | Fuck You (An Ode to No One)            | Corgan       | 4:51 |
| 9.  | Love                                   | Corgan       | 4:21 |
| 10. | Cupid de Locke                         | Corgan       | 2:50 |
| 11. | Galapogos                              | Corgan       | 4:47 |
| 12. | Muzzle                                 | Corgan       | 3:44 |
| 13. | Porcelina of the Vast Oceans           | Corgan       | 9:21 |
| 14. | Take Me Down                           | James Iha    | 2:52 |

| 1.  | Where Boys Fear to Tread  | Corgan                                        | 4:22 |
| 2.  | Bodies                    | Corgan                                        | 4:12 |
| 3.  | Thirty-Three              | Corgan                                        | 4:10 |
| 4.  | In the Arms of Sleep      | Corgan                                        | 4:12 |
| 5.  | 1979                      | Corgan                                        | 4:25 |
| 6.  | Tales of a Scorched Earth | Corgan                                        | 3:46 |
| 7.  | Thru the Eyes of Ruby     | Corgan                                        | 7:38 |
| 8.  | Stumbleine                | Corgan                                        | 2:54 |
| 9.  | X.Y.U.                    | Corgan                                        | 7:07 |
| 10. | We Only Come Out at Night | Corgan                                        | 4:05 |
| 11. | Beautiful                 | Corgan                                        | 4:18 |
| 12. | Lily (My One and Only)    | Corgan                                        | 3:31 |
| 13. | By Starlight              | Corgan                                        | 4:48 |
| 14. | Farewell and Goodnight    | Corgan, Iha, Jimmy Chamberlin, D'arcy Wretzky | 4:22 |

## Közreműködők

### The Smashing Pumpkins
- Jimmy Chamberlin – dob, ének a Farewell and Goodnight-on
- Billy Corgan – ének, gitár, zongora, producer, keverés, vonósok hangszerelése a Tonight, Tonight-on, művészeti vezető, design
- James Iha – gitár, ének, keverés, producer (Take Me Down és Farewell and Goodnight)
- D'arcy Wretzky – basszusgitár, ének a Beautiful és Farewell and Goodnight dalokon

### További zenészek
- Chicago Symphony Orchestra – zenekar a Tonight, Tonight-on
- Greg Leisz – pedal steel gitár és lap steel gitár a Take Me Down-on
- Carrie Shiner - billentyűk, háttérvokál

### Produkció
- Roger Carpenter – technikai asszisztens
- John Craig – illusztráció
- Flood – producer, keverés
- Andrea Giacobbe – fényképek
- Barry Goldberg – kisegítő énekrögzítés, keverőasszisztens
- Adam Green – technikai asszisztens
- Dave Kresl – asszisztens a vonósok rögzítésénél
- Tim "Gooch" Lougee – technikai asszisztens
- Guitar Dave Mannet – technikai asszisztens
- Jeff Moleski – technikai asszisztens
- Alan Moulder – producer, keverés
- Frank Olinsky – művészeti vezető, design
- Claudine Pontier – rögzítőasszisztens
- Audrey Riley – vonósok hangszerelése a Tonight, Tonight-on
- Chris Shepard – rögzítés
- Russ Spice – technikai asszisztens
- Howie Weinberg – mastering